# 広島東照宮

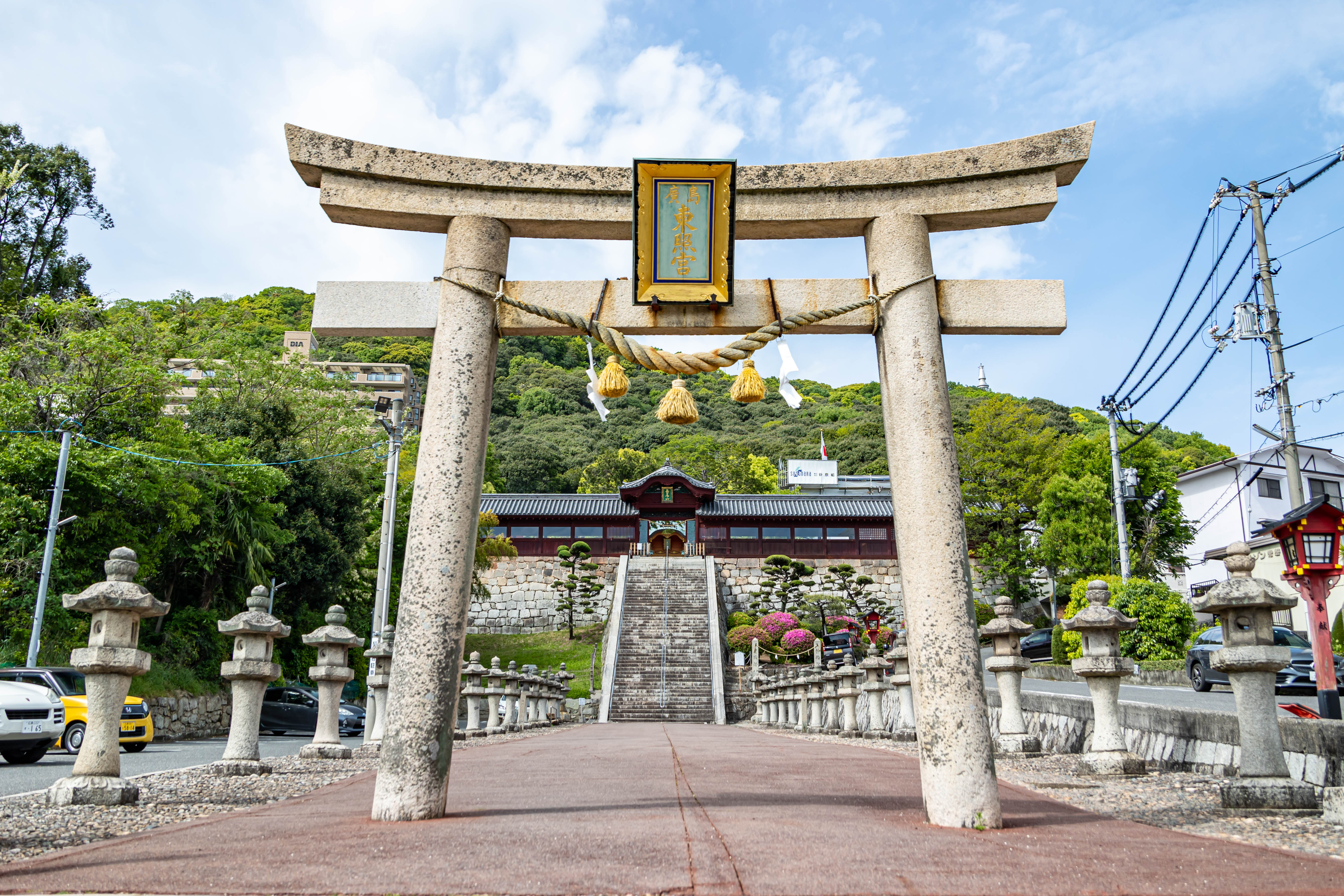
鳥居および参道

広島東照宮（ひろしまとうしょうぐう）は、広島県広島市東区の二葉山山麓の約300 ｍの高台にある東照宮で、尾長東照宮ともよばれている。現存する被爆建物の一つであり、それらは広島市指定文化財となっている。

## 概要
1648年（慶安元年）創建。広島城の北東方位の鬼門にあたる二葉山中腹にあり、西側に広島県神社庁、裏手に金光稲荷神社がある。
祭神は東照大権現（徳川家康）で、藩主自身が祭祀する神社であったため、没後50年ごとに「通り御祭礼」（後述）という祭礼が盛大に行なわれていたが、文化12年（1815年）を最後に中断していた。しかし2015年（平成27年）に200年ぶりに開催された。
1945年（昭和20年）広島市への原子爆弾投下が行われたが、当社は爆心地から約2.1 kmに位置し、熱風により拝殿や本殿は焼失するが、唐門、翼廊などの社殿は全壊や焼失を逃れ、現存する被爆建物の一つであり広島市指定文化財となっている。

## 沿革
徳川家光は日光東照宮を建立後、諸大名に東照宮の造営を勧めたため、全国各地に東照宮が創建されていった。広島東照宮もその中の一つであり、藩の多大な経費を用いて建立された。浅野氏広島藩2代藩主浅野光晟は、生母である正清院（振姫）が家康の三女であることから特に造営に熱心で、正保3年（1646年）に東照宮の造営を開始し、慶安元年（1648年）7月に創建され、遷座式は藩主・光晟が衣冠束帯を着用し自らの手で行い、社領三百石を付している。東照宮を勧請した理由として、家康が光晟の祖父であるということは当然のことだが、岡山藩の池田光政が正保2年（1645年）に全国で初めて東照宮を勧請したことにならい幕府に忠誠を示しすこと、領民に対し権威の象徴にしたことがあげられる。
1880年（明治3年）社領が廃止され、1881年（明治4年）藩主が東京へ移住のさいに、神霊（神体）も東京に移された。広島市内の有志が、浅野家へ神霊を戻すように懇願したことで、のちに神霊がもとに戻された。別の一説によると、神霊が移された跡に地主神の尾長大神を勧請するが、のち創建当時に神霊と崇めた家康木像を神体として祀ったとされる。県庁へ願い出て1885年（明治8年）に村社に列する。1914年（大正3年）神饌幣帛料供進社に指定される。
太平洋戦争当時、南下の参道には東練兵場が広がり、境内には大日本帝国陸軍第二総軍通信隊の通信兵約20人が常駐していた。また空襲の可能性が低い区域のため、民間だけではなく公共機関の避難所にも指定されていた。ただ、安全性が高いとされたことから社宝は疎開の措置が施されず、そのまま境内に安置されていた。
1945年（昭和20年）8月6日、被爆。ここは爆心地から約2.10km（広島市公式）に位置した。爆風により建物の瓦や天井が吹き飛び北方に傾き、石造の鳥居が跡かたもなく吹き飛ばされた。熱風によりまず拝殿から出火し、瑞垣や本殿、神馬舎へ延焼した。その後も被害が広がりつつあったが通信兵の手により更なる延焼から免れ全焼は回避された。また社宝は大部分が消失した。同日、市内の被爆者が多数避難してきて大混乱となった。境内南下に臨時救護所が設けられ、通信兵や陸海軍救護隊や民間の医療救護班によって治療活動が行われ、特に重傷者は近くの國前寺へと運ばれた。翌日8月7日には境内南下に広島駅前郵便局および広島鉄道郵便局の仮郵便局が設けられた。幟町（現在の広島市中区）の実家で被爆した作家・原民喜は7日夜、親族とともに境内の避難所で野宿して覚書（「原爆被災時のノート」）を記し、後日それを元に小説『夏の花』を執筆した。
翌年1946年（昭和21年）3月頃から境内を片付けはじめ、境内の半焼松材や市内の不要となった電柱を使って、仮拝所が設けられた。その後、1965年（昭和40年）東照公350年祭を期に社殿を再建、1984年（昭和59年）に本殿および拝殿などを建て替えた。
2008年（平成20年）から2011年（平成23年）にかけて、被爆により傾いた唐門と翼廊を文化財建造物保存技術協会の指導のもと、保存修理工事が行われている。

## 境内
参道の両脇にそれぞれ17基の灯籠が並ぶが、家康の命日に当たる17日にちなみ、また唐門まで続く参道石段は、17の3倍の51段になったとされる。境内の灯籠に徳川家家紋「三つ葉葵」があしらわれているが、一つだけ紋が上下逆さまとなっている。日光東照宮の陽明門の「逆柱」と同じ意味で、「満つれば欠ける」のことわざから、あえて逆さまにし未完成の状態にすることで「これからも発展し続ける」という縁起が込められている。
- 本殿 - 原子爆弾により焼失するが、ご神体は軍の消火活動により無事だった[10]。1984年（昭和59年）再建[10]。
- 拝殿 - 本殿と同様に1965年（昭和40年）再建[10]。
- 幣殿 - 本殿と同様に1984年。
- 唐門、翼廊 - 1646年建立。木造本瓦葺き。1951年までに被爆被害の修復が行われた。2010年、被爆による傾きを修正する保存修理工事が行われた。
- 手水舎 - 慶安元年（1648年）建立。本瓦葺きの木造切妻造。1951年までに被爆被害の補修が行われた。1979年に保存修理工事が行われた。
- 御供所、脇門 - 1648年建立。本瓦葺きの木造入母屋造。1951年までに被爆被爆の補修が行われた。1997年に保存修理工事が行われた。
- 本地堂 - 1648年建立。本瓦葺きの木造宝形造。創建のおり、徳川家康の本地仏の薬師如来を祭るために建立[11]。被爆被害の修理が行われた後、1984年に保存修理工事が行われた。2021年（令和3年）から2024年（令和6年）にかけ解体修理が行われている。
- 石鳥居 - 慶安元年（1648年）三次藩主・浅野長治により寄贈[10]。
- 御神井 - 山の東脇を風呂の谷山とよばれ、干ばつでも常に水が湧いたと伝わる井戸。亀の井とも呼ばれる[10]。
- 亥の子石
- 神輿殿

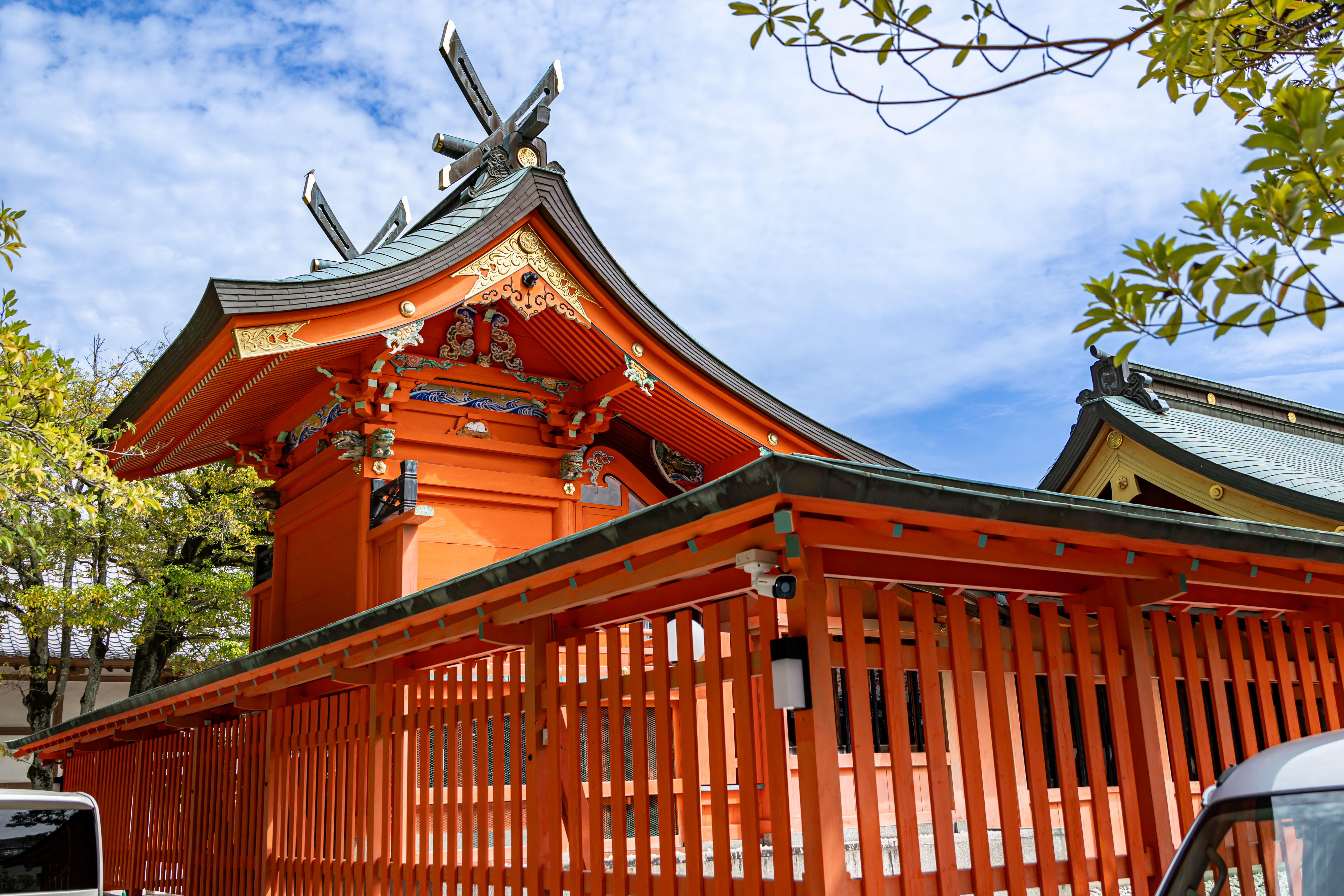
本殿
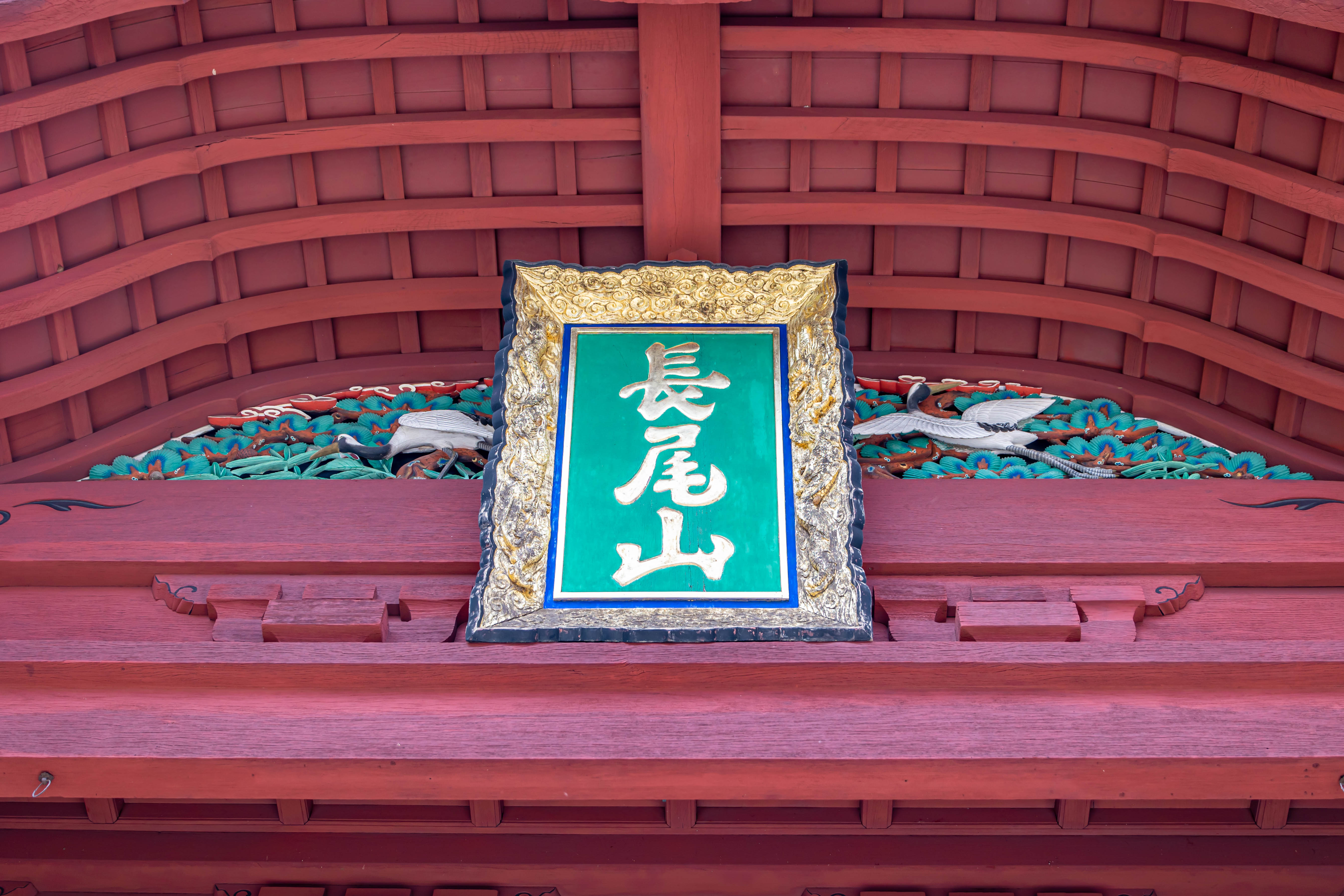
唐門の「長尾山」扁額
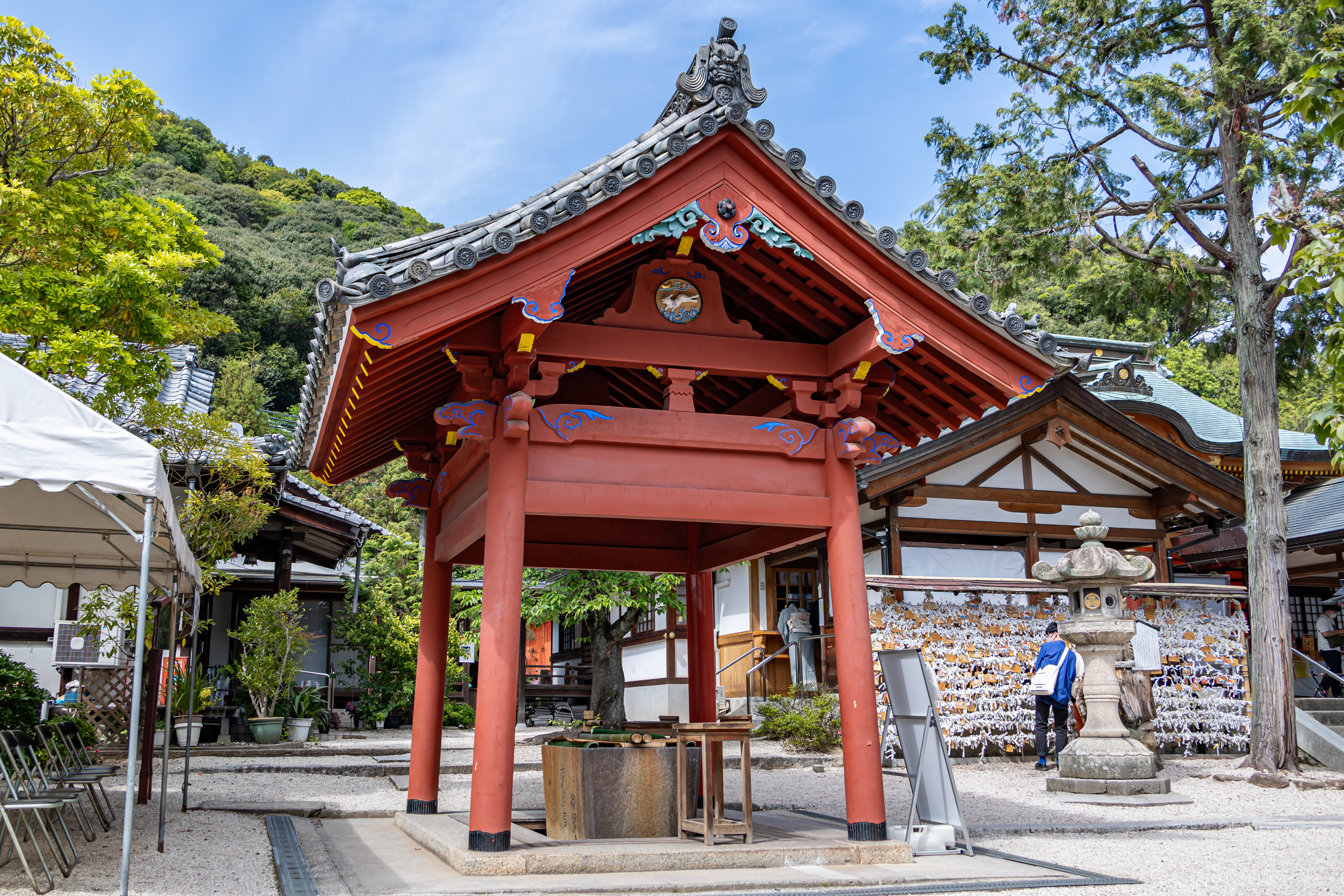
手水舎
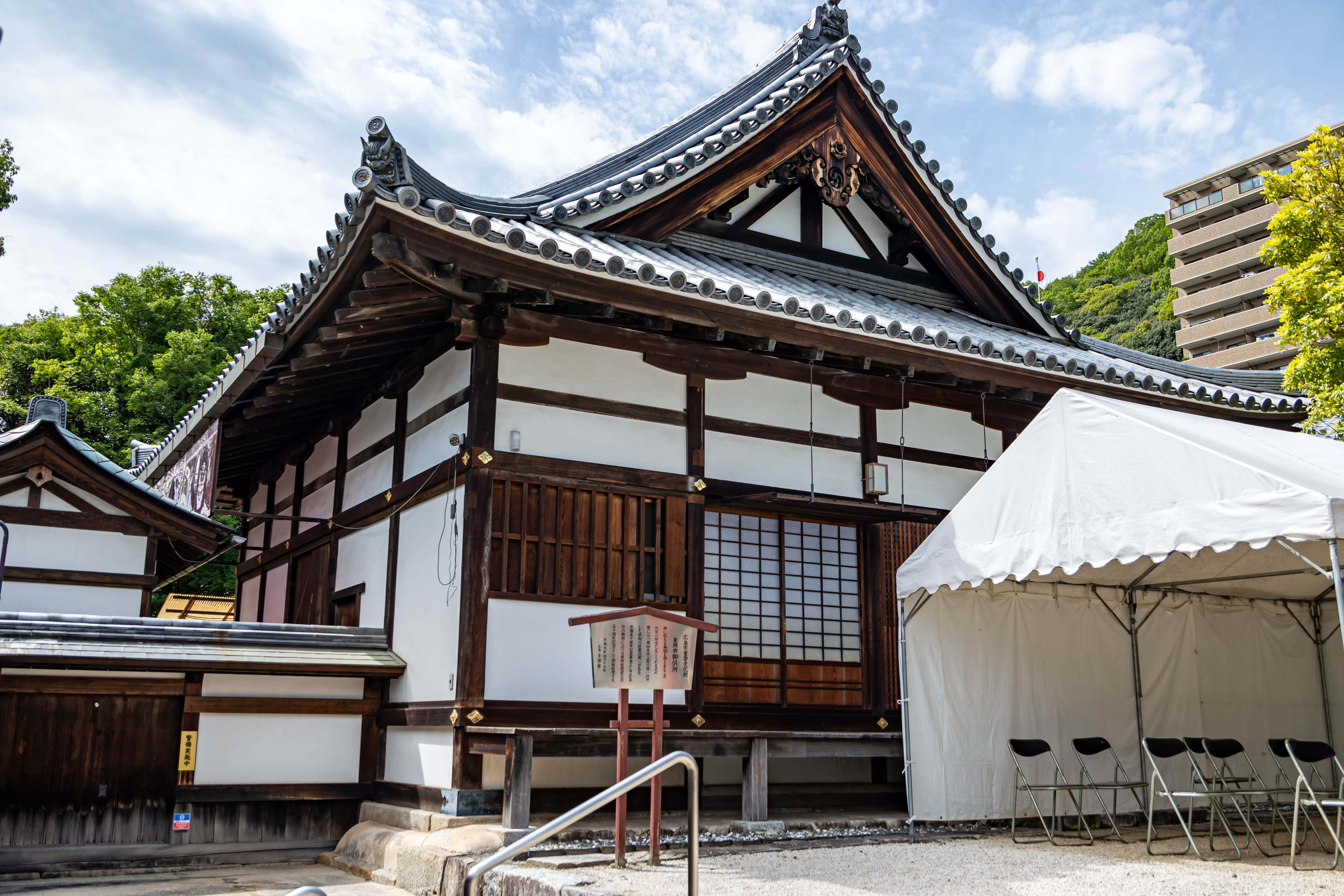
御供所
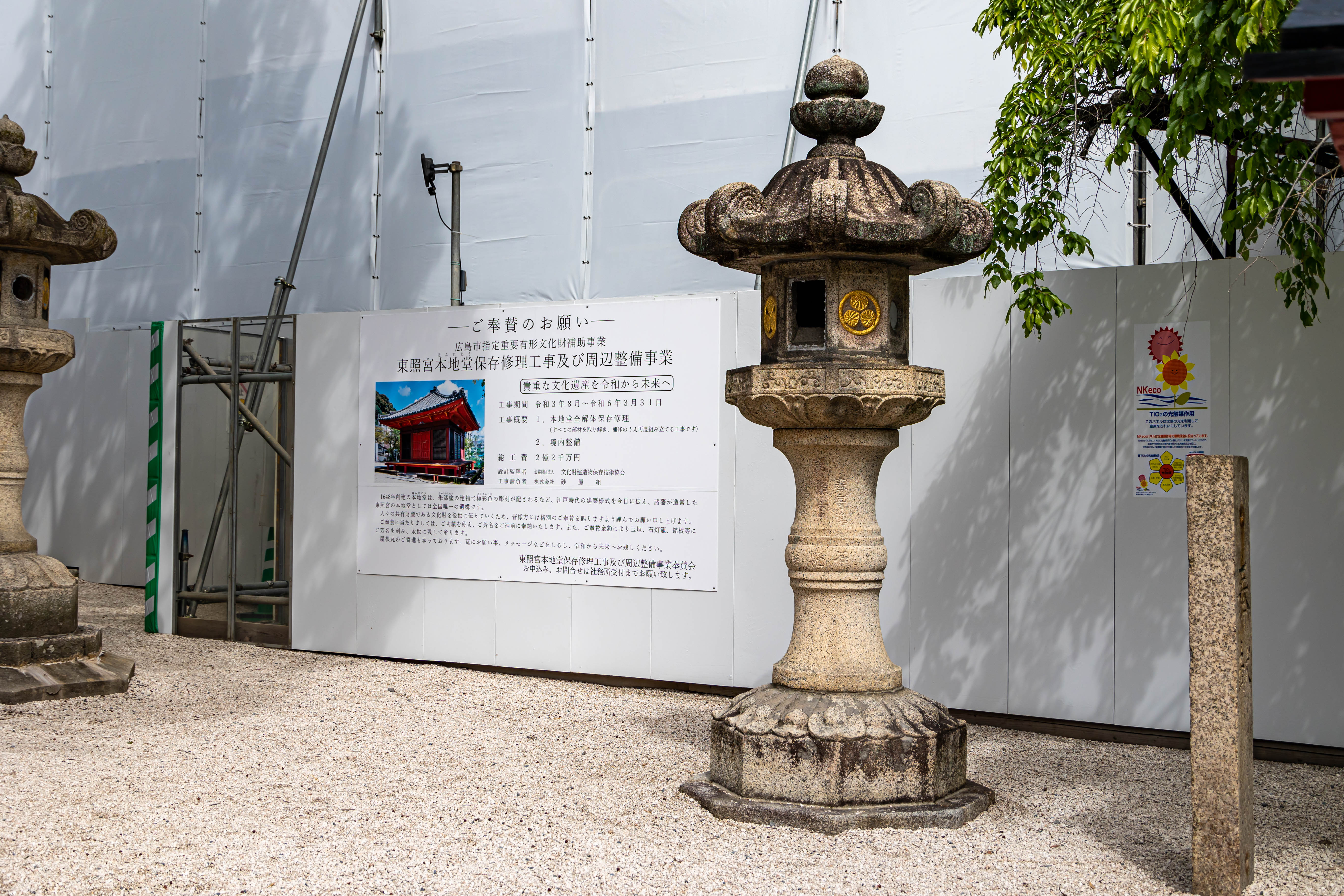
石灯籠。背後の本地堂は解体修理中
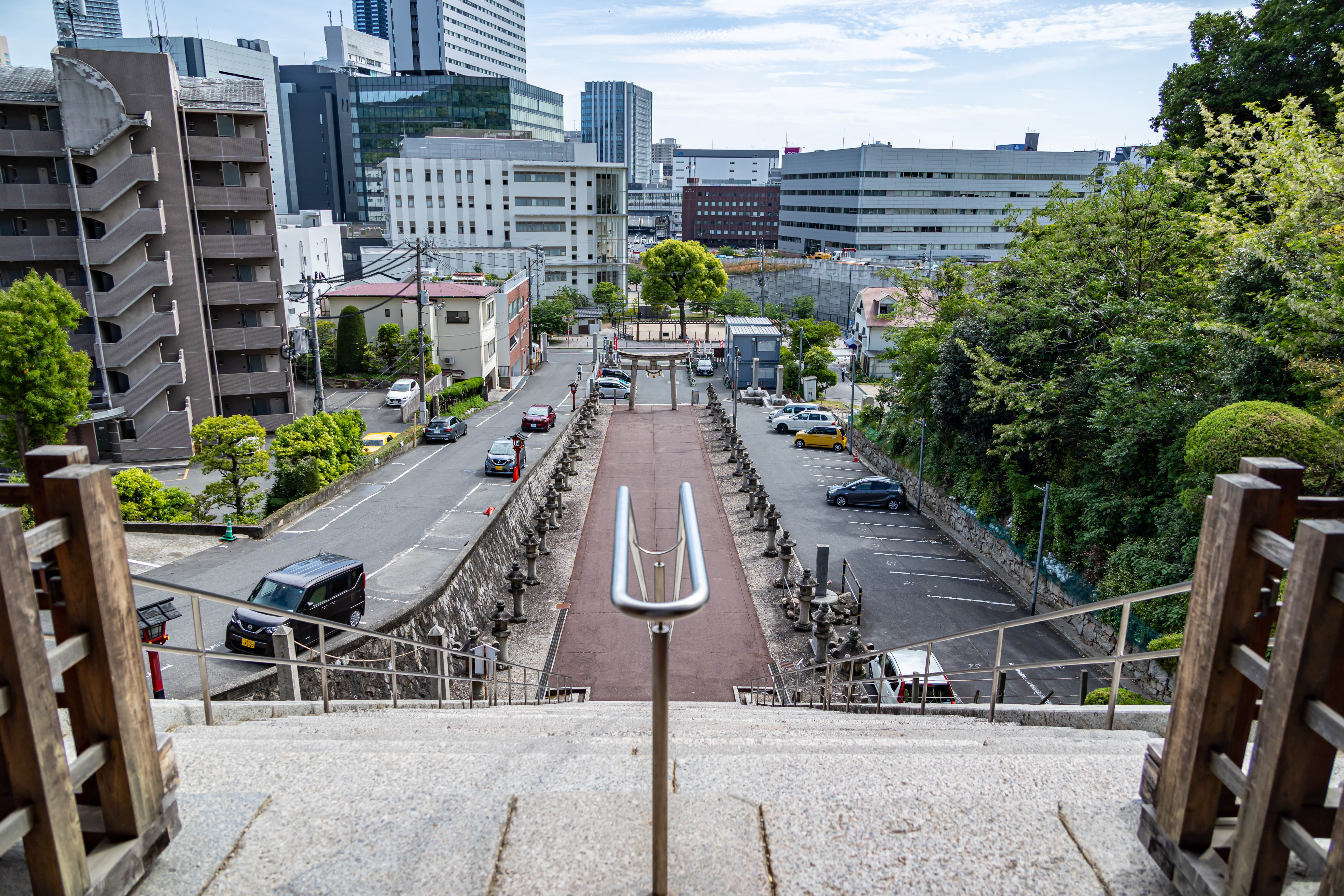
唐門から望む参道。石灯籠が左右に17基並ぶ。
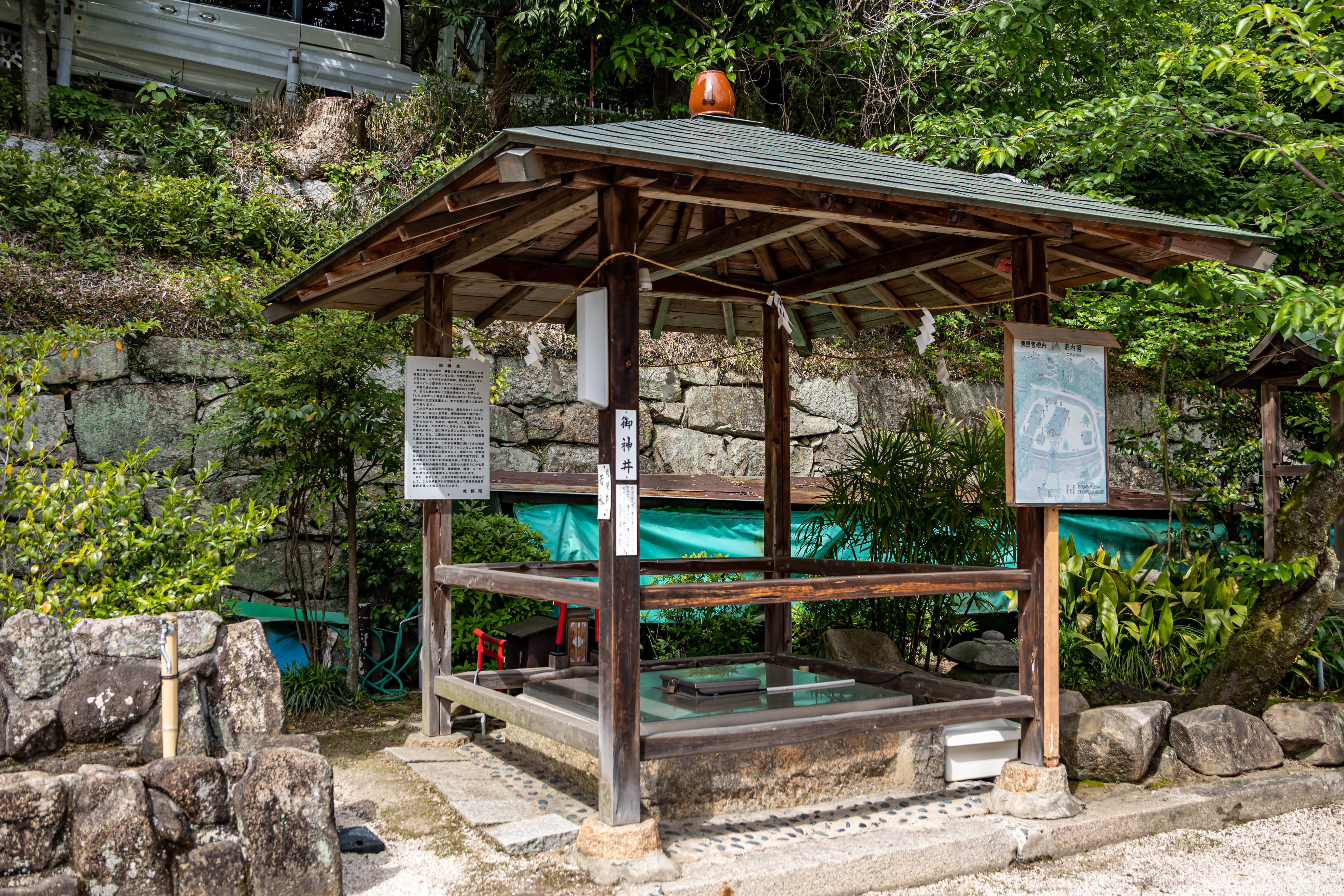
御神井
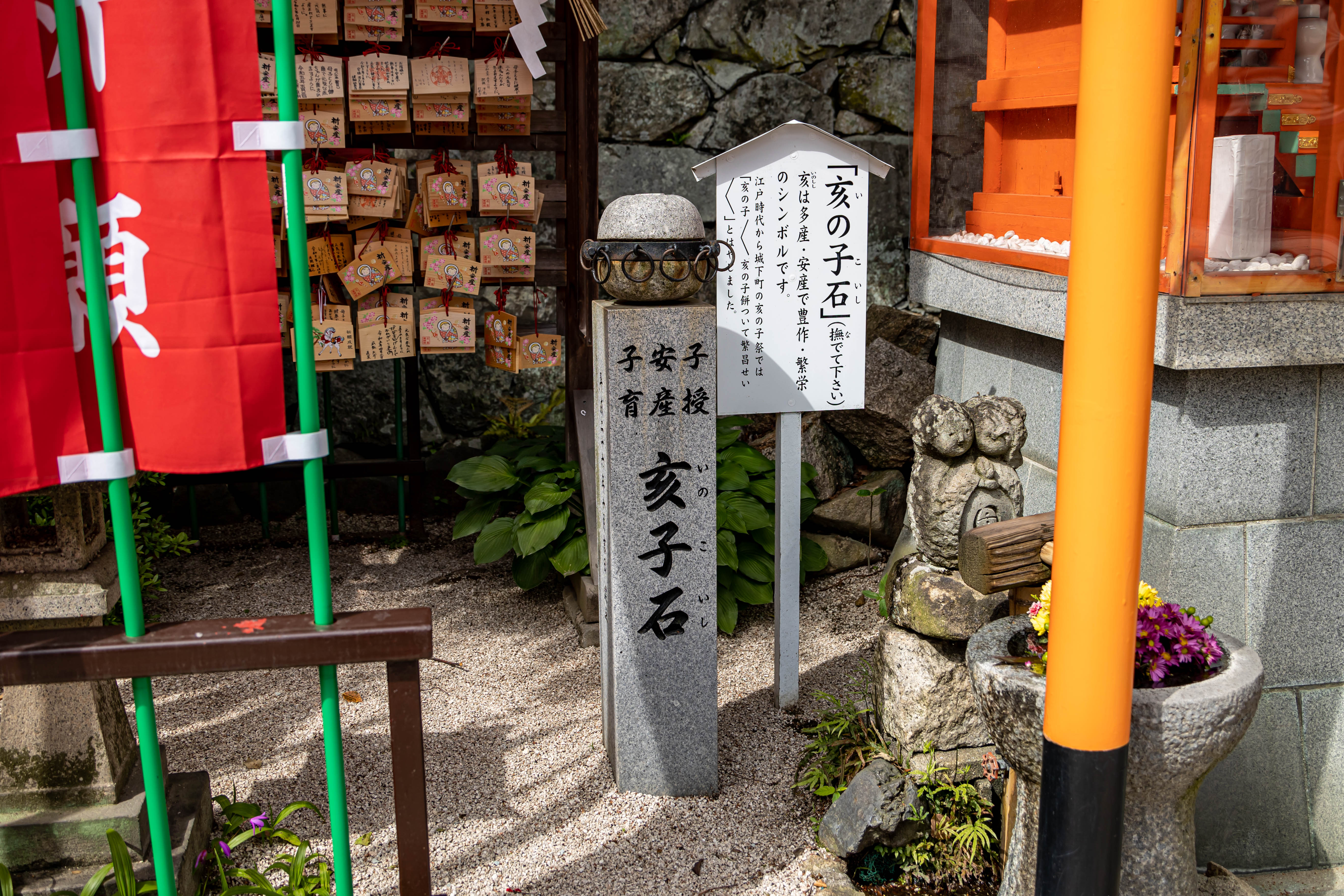
亥子石

境内社
- 御産稲荷社
- 福禄寿
- 祖霊社
- 金光稲荷神社 - 境内後方の高台にあり、元禄の頃より祀られる[10]。
- 金光稲荷神社 奥宮 - 約500段の階段、朱塗り鳥居120数基がある[10]。

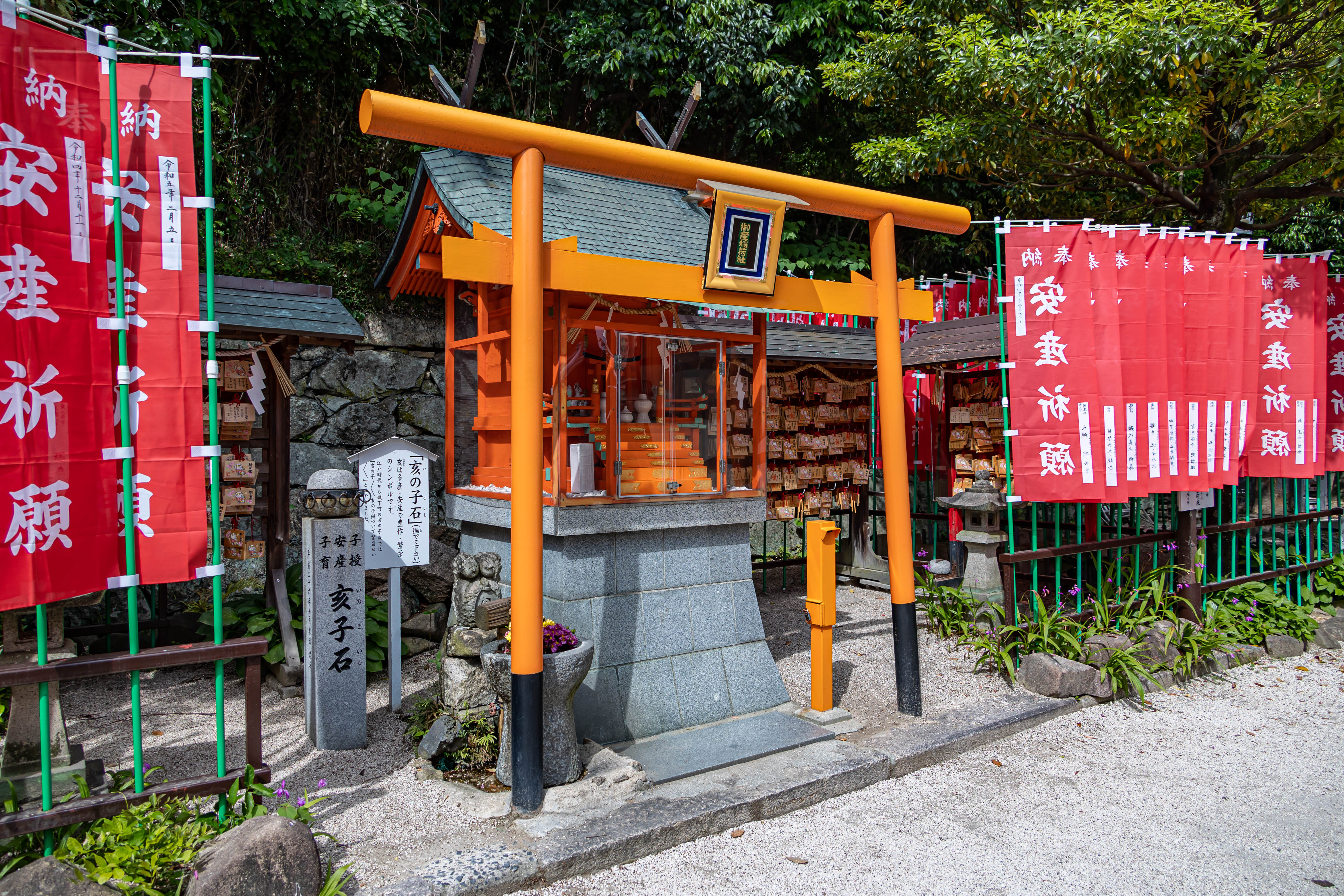
御産稲荷社
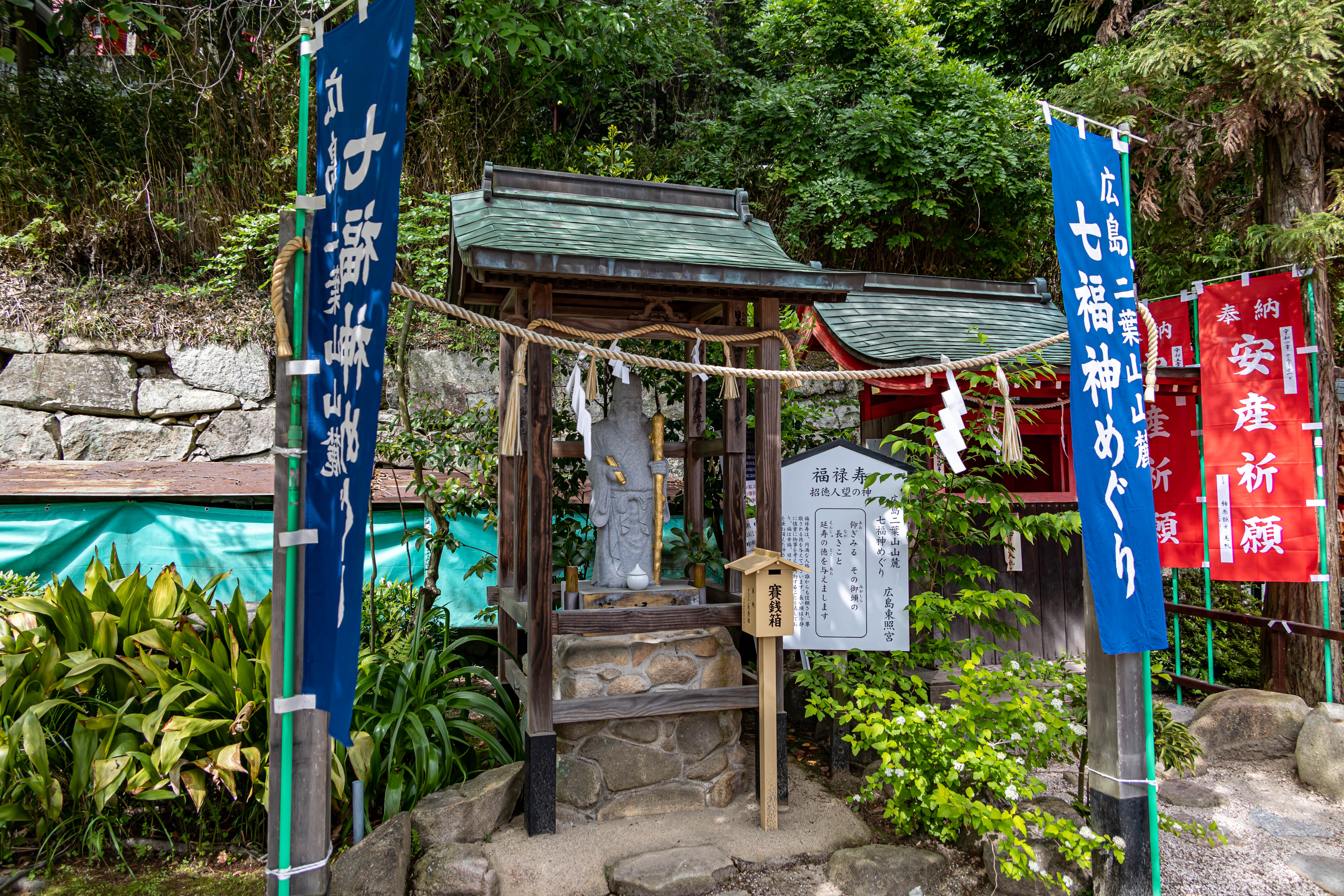
七福神 福禄寿
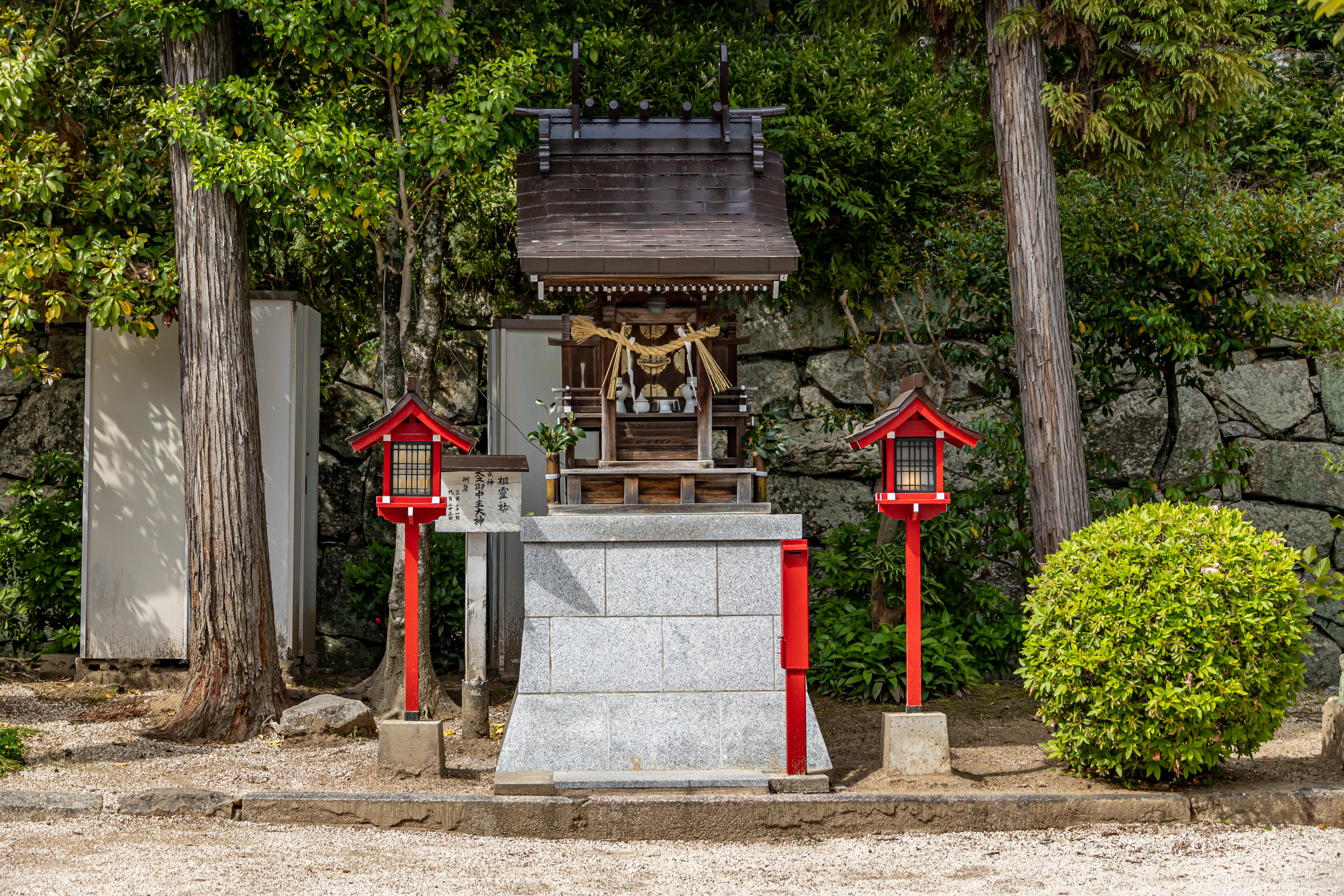
祖霊社

被爆関連の碑。
- 二葉の里慰霊塔 - 1966年8月6日建立。建立者は宮司の久保田幸重。被爆当時、参道の石段横に湧く僅かな清水を求めて多数の避難者が集まり、死んでいった被爆者を慰霊するために建立された。遺骨は納められていない。
- 原爆65周年追憶碑 - 2010年7月建立。詩人原民喜が被爆翌日にここで一夜を過ごした際にメモに刻んだ一節が刻まれている。揮毫は秋葉忠利。[1][12]
- 玉垣 - 1995年建立。高さ1.00m×0.15m×0.15mで御影石。25基に2首ずつ、計50首の反核および平和を願う短歌が刻まれている。

## 通り御祭礼
当東照宮が創建された慶安元年（1648年）は、家康の死去から33年で、三十三回忌法要が行われ、そのさいに神輿の渡御が行われたが、その様子は延享2年（1745年）成立の『広島独案内』に盛大に行われたことが記され、拝観する群衆の数は驚くべきものだったとされる。また毎年9月16、17日に東照宮祭礼が行われ、藩主が在国する年は17日に藩主が参詣するため、それを謁見する群衆が多く訪れたと伝わる。その後、家康の死後50年の命日の4月17日に大発会を行い、9月16、17日に神輿が東照宮から広瀬御旅所（広瀬神社：広島市中区）へ渡御する通り御祭礼がおこなわれ、以後、百年忌の正德5年（1715年）、百五十年忌の明和3年（1765年）、二百年忌の文化12年（1815）と50年ごとに通り御祭礼が行われるようになった。しかし、二百五十年忌の慶応元年（1865）は、長州征伐のため幕軍や諸藩の軍勢が広島城下へ集結したため、神事の大祭礼のみ行われ、神輿の渡御が行われず「居り御祭礼」と称し、通り御祭礼は中止となった。それ以降は、第一次世界大戦や原爆投下からの復興などで行われることがなかったが、2015年（平成27年）に通り御祭礼を200年ぶりに復活させ催行された。
江戸時代の通り御祭礼
白神社の神主などの御迎榊行列を先頭に渡御行列が続くが、行列は、神輿の供奉として、正装騎馬の藩役人、鉄砲、弓、槍を持つ足軽、神器を持つ神職、笛、鉦鼓、箏、太鼓を持つ雅楽の演奏家などであった。城下町からは、案内の町年寄、神輿の担ぎ手、諸道具の持ち手の町人が参加していた。
神輿渡御は道筋に、茶所、便所などの設置が命ぜられ見物人が多く集まることが想定されているが、祭礼は藩権力側が行う公儀の祭礼としての意味合いが強く、神事、社参が終了し、2日目の神輿渡御には藩主、藩主一族、家老以下も東照宮参道の桜の馬場に設けられた桟敷や、道筋の商家で見物していたため、通り御祭礼は他の祭礼に比し、厳粛性と秩序が求められており、祭礼に参加する町役人などは羽織袴の正装が求められていた。また祭礼に関する触書も出され、細かな指示がだされていた。これらは、幕藩権力の権威を領民に認識させる上でも大きな役割を担ったともいえる。
しかし、東照宮創建以来4度の祭礼が行われているが、神輿行列の規模や出し物などは時代的変化があり、次第に規模も大きくなりイベント化されていったといえる。
平成の通り御祭礼
江戸時代の武士や町民の衣装で約550人の市民が参加し、主催者発表によると沿道には72000人の観客が訪れている。
200年ぶりの開催のため、開催を前に通り御祭礼のがどのような趣旨で行われ、どのように人々が見ていたかなどを、多くの人々に知ってもらうため、広島県立文書館で、祭礼に関する収蔵文書を紹介する『広島東照宮「通り御祭礼」展 二百年振りに復活する城下町の祀り』が開催され、のちに広島市立中央図書館でも展示されていた。

## 文化財

### 広島市指定重要有形文化財
建造物
- 東照宮唐門及び翼廊 - 1975年（昭和50年）9月22日指定[19]。
- 東照宮手水舎 - 1975年（昭和50年）9月22日指定[19]。
- 東照宮本地堂 - 1975年（昭和50年）9月22日指定[19]。
- 東照宮御供所 附：脇門 - 1978年（昭和53年）2月13日指定[19]。

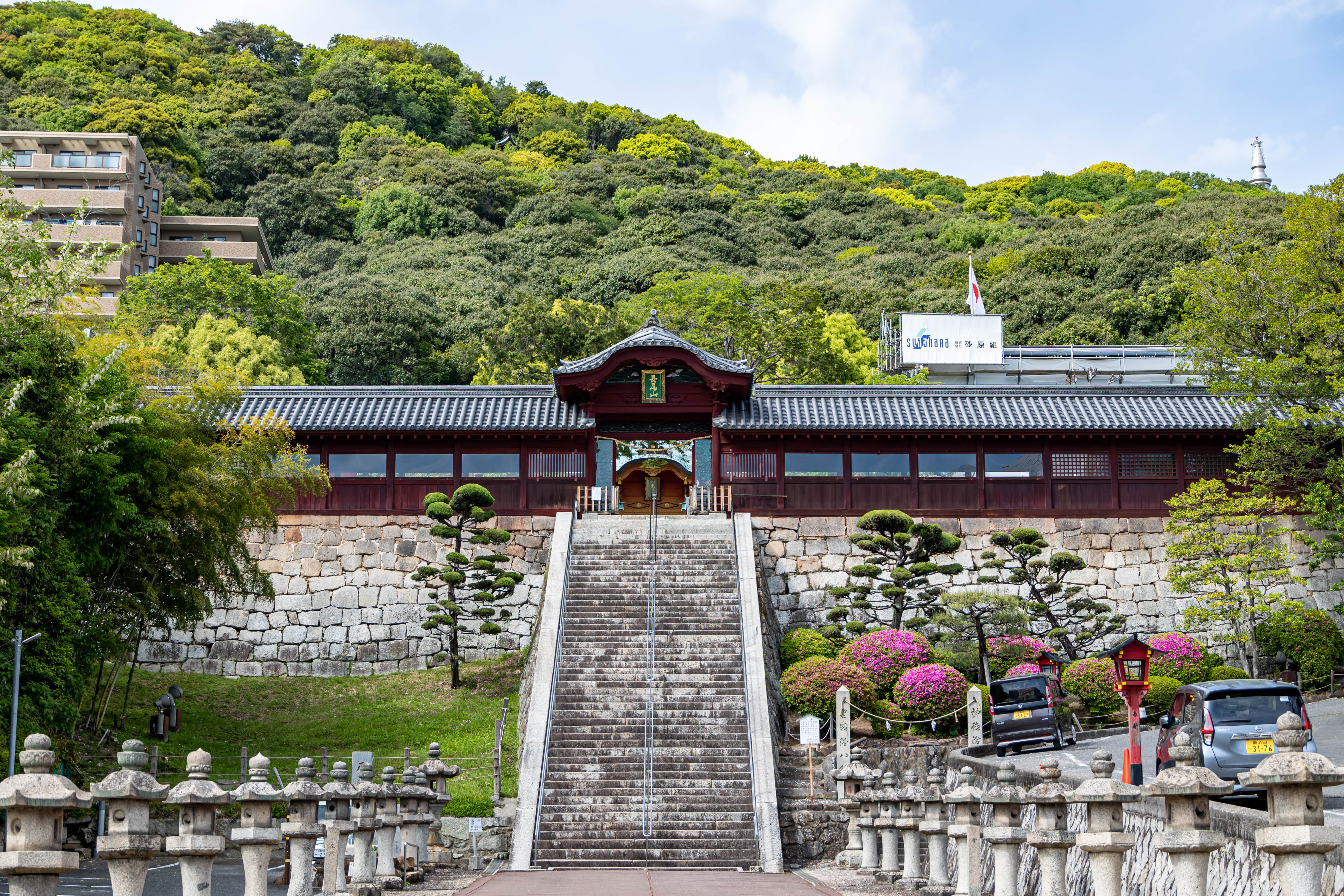
唐門と左右翼廊
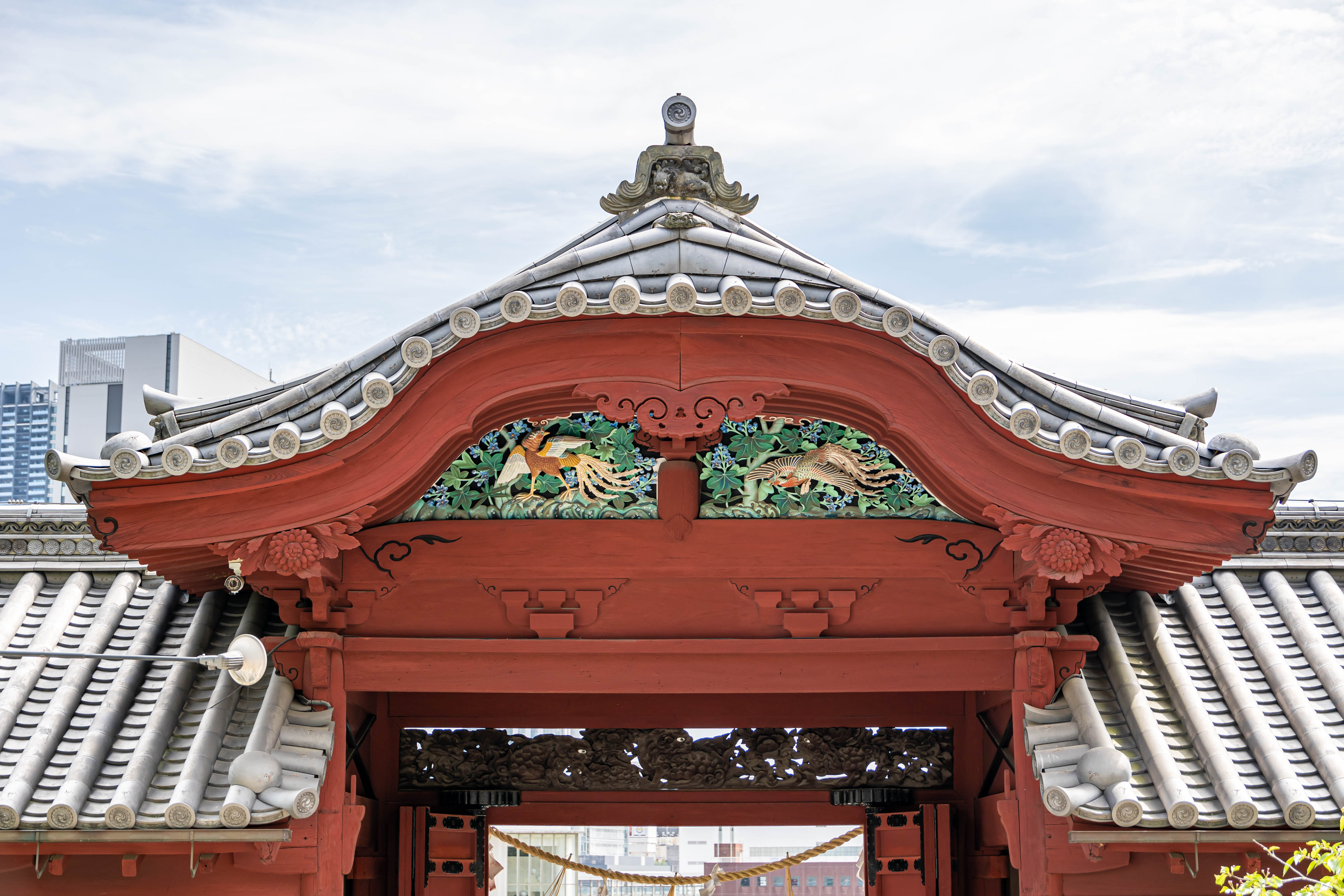
唐門（拝殿側）

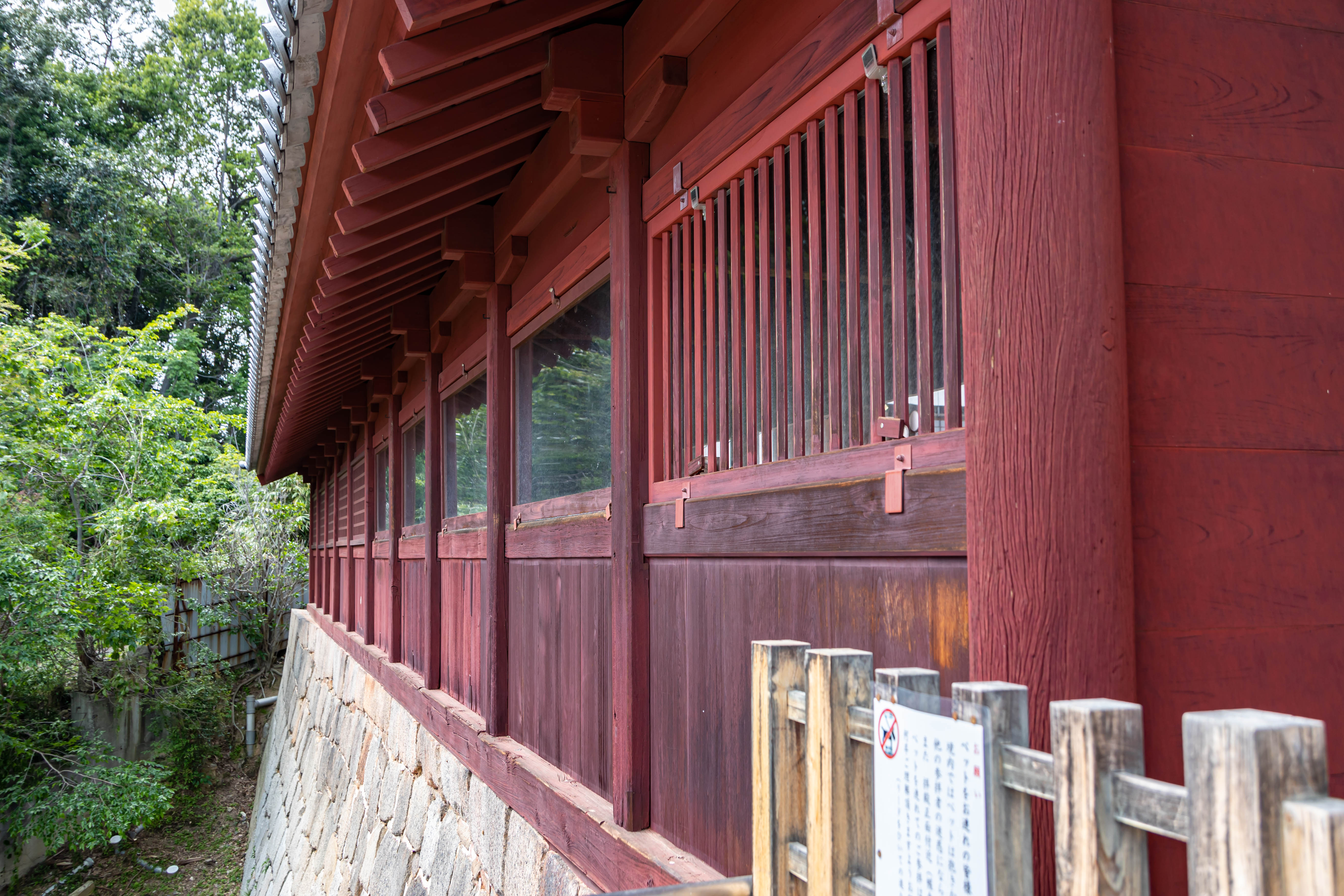
左翼廊
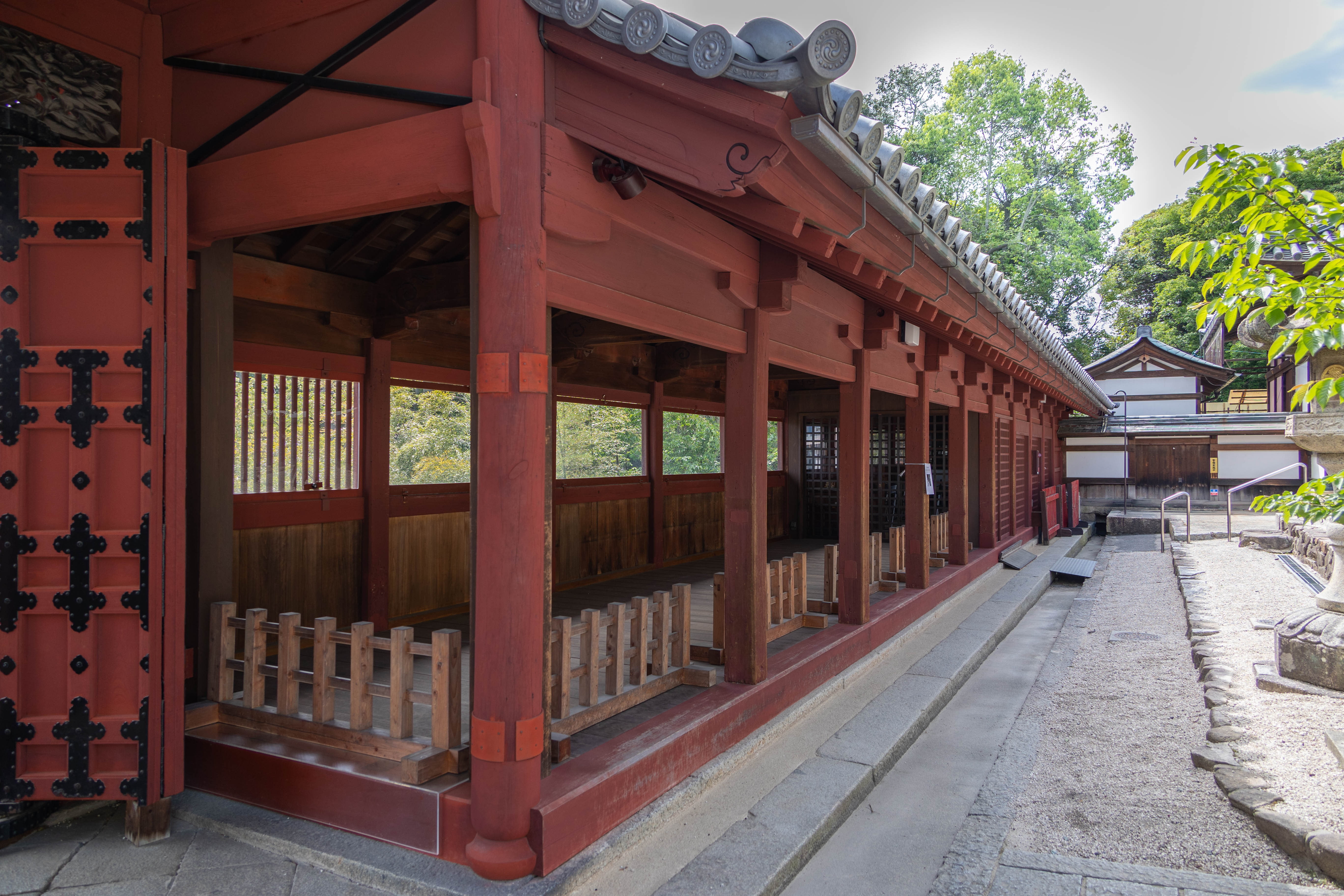
左翼廊
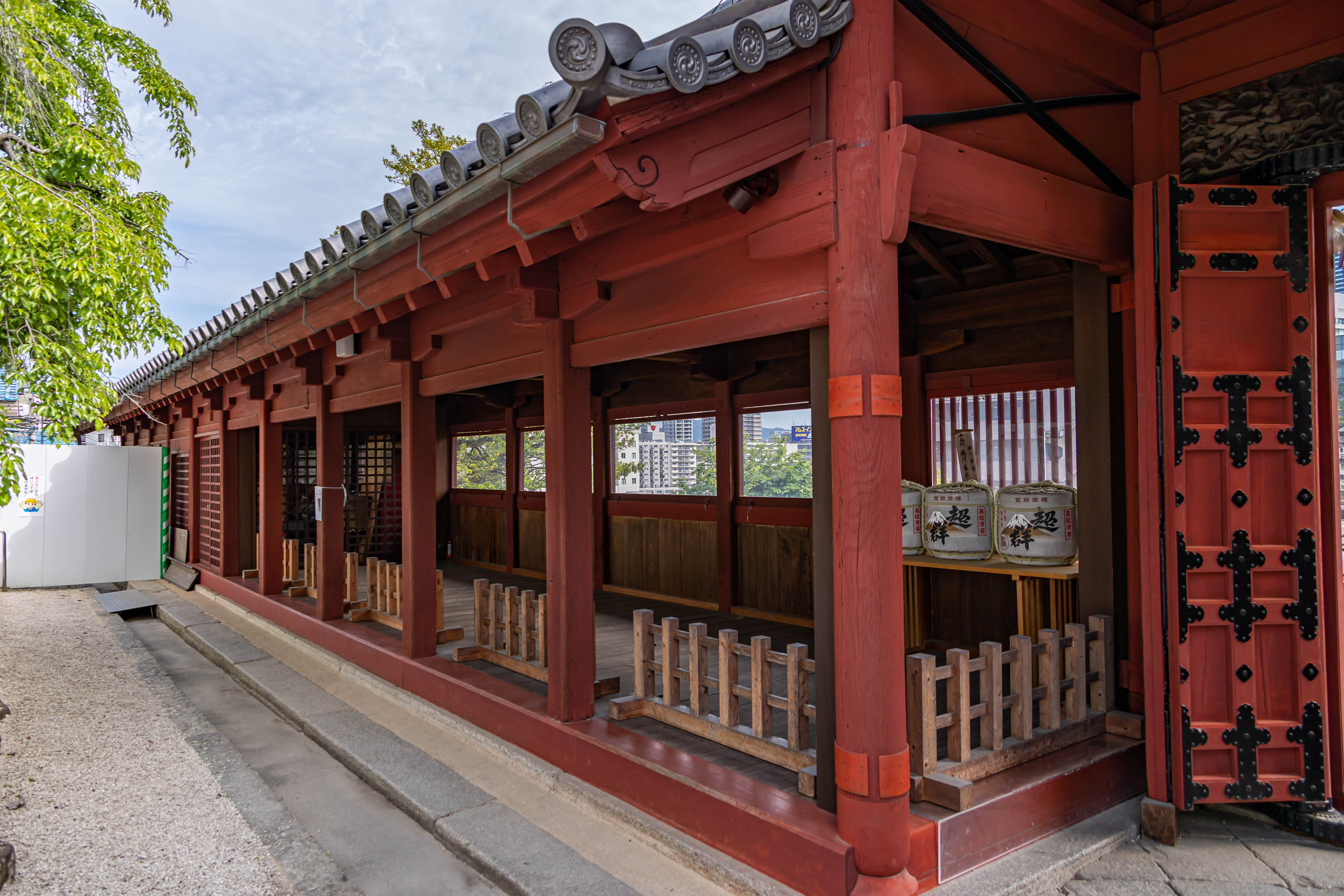
右翼廊
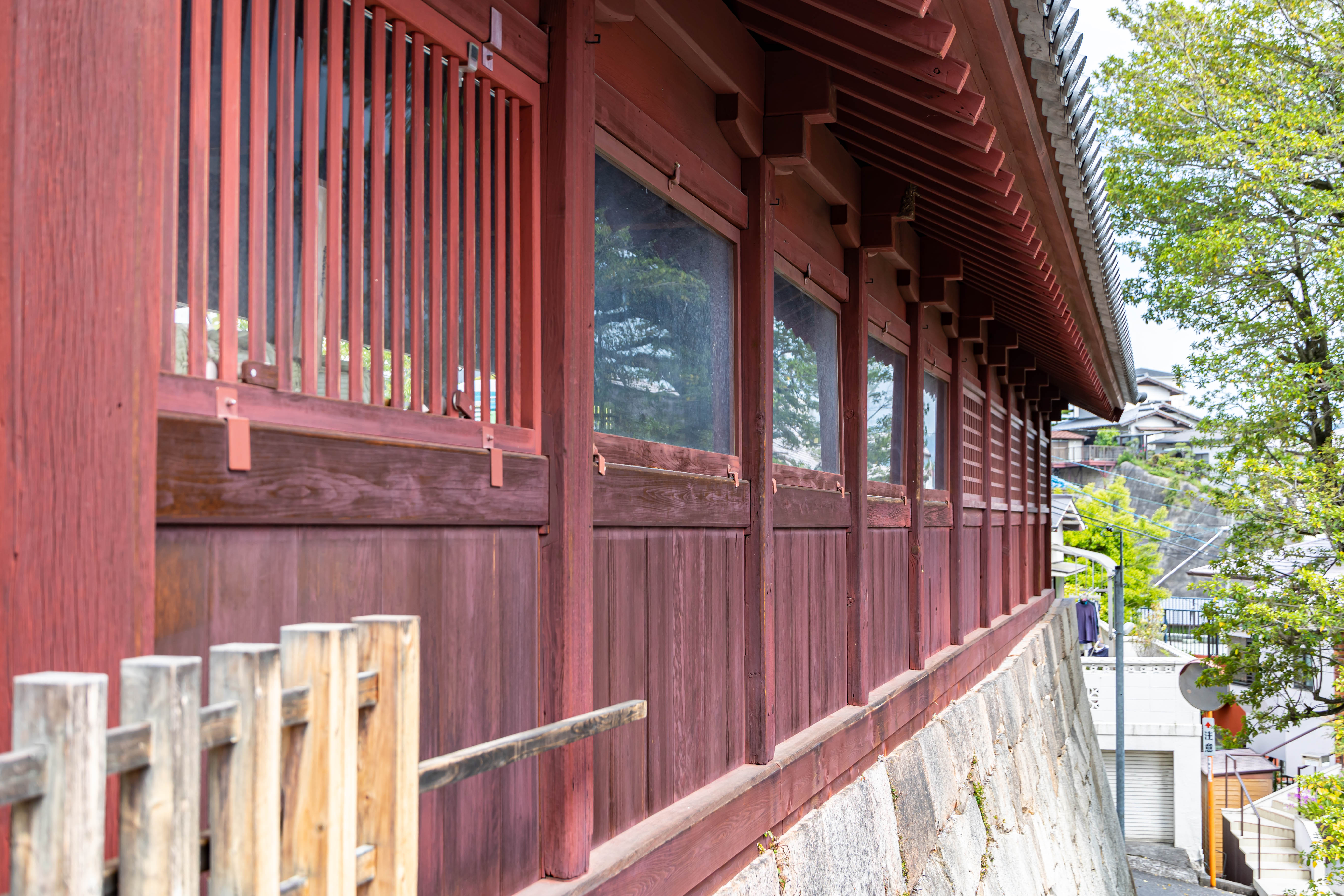
右翼廊

美術工芸品
- 東照宮神輿及び舎利塔 - 1984年（昭和59年）3月19日指定[20]。
- 木造獅子頭 - 2002年（平成14年）11月29日指定[20]。

## 参道並木

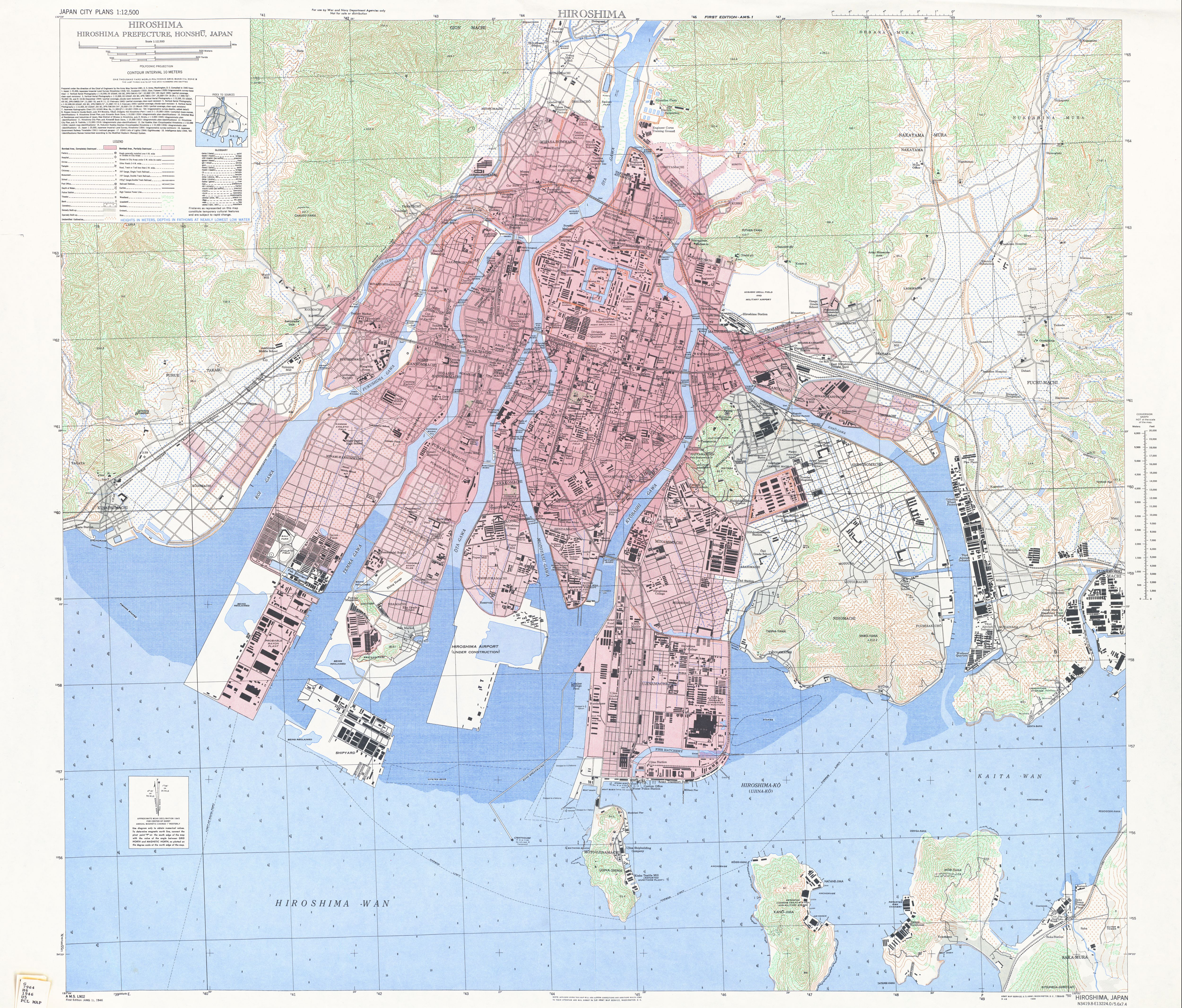
1945年米軍作成の広島市地図。"Hiroshima Station"（広島駅）西側を北へまっすぐ伸びる道の終点に"Tōshō-gū"（東照宮）があった。"ENKŌ-BASHI"（猿猴橋）は広島駅の真南にある。

かつて、猿猴橋東詰の西国街道との交点からここの鳥居までの参道筋には約500メートル規模の並木が存在した。
まず、慶長元年（1648年）神社創建時に参道にはマツが植えられた。このマツ並木は枯れたことにより西国街道側1/3がマツ、残り2/3の神社までがサクラ並木となった。このマツ並木は「東松原」ともよばれており、現在の南区松原町の名の由来である。ちなみに参道筋から街道筋へのマツ並木は老松が48株あり「いろは四十八文字」にあやかり、いろは松原と呼ばれていた。
このサクラおよびマツ並木は江戸時代の天明年間（1795年頃）の地図に記載されており、戦前の絵葉書にも登場している。参勤交代の際にこの東照宮に参拝した大名が通っている。
第二次世界大戦終戦まで存在していたものの、被爆により全滅した。現在は道路改良により道筋自体が変わっている。

## 交通
- JR広島駅下車、徒歩12分